# Tritneptis lygaeonemati
Tritneptis lygaeonemati är en stekelart som beskrevs av Novicky 1959. Tritneptis lygaeonemati ingår i släktet Tritneptis och familjen puppglanssteklar.
Artens utbredningsområde är Österrike. Inga underarter finns listade i Catalogue of Life.